# HF Karlskrona
HF Karlskrona, tidigare Hästö IF (1938–2014) och HIF Karlskrona (2014–2022), är en handbollsklubb från Karlskrona i Blekinge län. Klubben bildades den 23 januari 1938. I juli 2022 slogs HIF Karlskrona ihop med Karlskrona Handboll, och bytte då namn till HF Karlskrona.
Från bildandet organiserade föreningen fotboll, bandy och handboll. Senare tillkom ishockey, bordtennis och innebandy. I dag satsar föreningen endast på handboll i seriespel.

## Spelartrupp
| Nr | Land     | Pos | Namn                         |
| -- | -------- | --- | ---------------------------- |
| 1  | Serbien  | MV  | Uros Tomic                   |
| 19 | Sverige  | MV  | Melvin Hildingsson           |
| 66 | Tyskland | MV  | Phil Döhler                  |
| 3  | Sverige  | V6  | Filip Psajd                  |
| 5  | Sverige  | V9  | Axel Söderqvist              |
| 6  | Estland  | M6  | Markus Viitkar               |
| 7  | Sverige  | M9  | Isak Larsson                 |
| 8  | Sverige  | H9  | Hugo Sivertsson              |
| 9  | Island   | H9  | Dagur Sverrrir Kristijansson |
| 10 | Sverige  | M6  | Albin Stenberg               |

| Nr | Land    | Pos | Namn                |
| -- | ------- | --- | ------------------- |
| 11 | Sverige | M9  | Mattias Johansson   |
| 13 | Island  | V9  | Ólafur Guðmundsson  |
| 17 | Sverige | V6  | Herman Iverfeldt    |
| 18 | Norge   | M9  | Trym Skoglund       |
| 20 | Sverige | V6  | Anton Persson       |
| 21 | Sverige | H6  | Linus Andersson     |
| 22 | Sverige | H6  | Karl Jönsson        |
| 23 | Sverige | V6  | Hampus Dahlgren     |
| 25 | Island  | M6  | Thorgils Baldursson |
| 94 | Sverige | V9  | Tobias Nordahl      |